# Atropacarus phyllophorus
Atropacarus phyllophorus är en kvalsterart som först beskrevs av Berlese 1904.  Atropacarus phyllophorus ingår i släktet Atropacarus och familjen Phthiracaridae. Inga underarter finns listade.